# Siergiej Buniaczenko
Siergiej Kuźmicz Buniaczenko, ros. Сергей Кузьмич Буняченко (ur. 22 września?/5 października 1902 w Korowiakowce, zm. 1 sierpnia 1946 w Moskwie) – pułkownik Armii Czerwonej, dowódca 1 Dywizji Piechoty Sił Zbrojnych Komitetu Wyzwolenia Narodów Rosji pod koniec II wojny światowej.

## Życiorys
W kwietniu 1918 r. wstąpił do Armii Czerwonej. Uczestniczył w wojnie domowej z białymi na Ukrainie, a następnie w walkach z basmaczami w Azji Środkowej. Ukończył wojskowe kursy piechoty. W latach 1924–1932 służył w 9 (później 11) Turkiestańskim Pułku Strzeleckim, obejmując funkcje od dowódcy kompanii do dowódcy pułku. Studiował w wyższej szkole wojennej w Kijowie i Akademii Wojskowej im. M. Frunzego. Od 1936 r. służył w sztabach 78 Samodzielnego Pułku Strzeleckiego, 26 i 39 Dywizji Strzeleckich oraz XXVI Korpusu Strzeleckiego. W 1937 r. za krytyczne wypowiedzi o kolektywizacji został wykluczony z partii komunistycznej, jednak nie został aresztowany.
W sierpniu 1938 r. brał udział w walkach z Japończykami nad jeziorem Chasan jako zastępca szefa sztabu XXXIX Korpusu Strzeleckiego. W listopadzie tego roku awansował do stopnia pułkownika. Po najeździe wojsk niemieckich na ZSRR 22 czerwca 1941 r., został szefem sztabu XXVI Korpusu Strzeleckiego. Od 30 marca 1942 r. dowodził 389 Dywizją Strzelecką walczącą na Kaukazie. 31 sierpnia tego roku został pozbawiony dowództwa, a 5 września skazany na karę śmierci za przedwczesne wydanie rozkazu zniszczenia linii kolejowej, co uniemożliwiło wejście do boju pociągowi pancernemu. Został jednak ułaskawiony, wyrok zamieniono na 10 lat obozu pracy po zakończeniu wojny. 7 października objął dowództwo 59 Brygady Strzeleckiej. Po jej zniszczeniu w listopadzie przez wojska niemieckie, ponownie miał zostać aresztowany, ale 5 grudnia dostał się do niewoli rumuńskiej. Rumuni przekazali go wkrótce Niemcom, którzy osadzili go w oflagu.
Wkrótce podjął z nimi kolaborację. W czerwcu 1943 r. wstąpił do Rosyjskiej Armii Wyzwoleńczej (ROA), trafiając do szkoły oficerskiej. We wrześniu tego roku został oficerem łącznikowym ROA przy sztabie niemieckiej 7 Armii. W czasie  lądowania wojsk alianckich w Normandii był dowódcą pułku walczącego przeciw wojskom alianckim. Od 10 listopada 1944 r. dowodził 1 Dywizją Piechoty Sił Zbrojnych KONR. W lutym 1945 r. został mianowany przez Niemców generałem majorem. W połowie kwietnia dywizja walczyła z Armią Czerwoną  pod Kostrzynem nad Odrą.
Po niepowodzeniach gen. Buniaczenko bez porozumienia z Niemcami rozkazał przemaszerowanie na południe, aby poddać się Amerykanom. Podczas tego marszu dotarło do Rosjan wezwanie o pomoc, skierowane przez powstańców praskich. W stolicy Czech wybuchło bowiem powstanie, ale obecność w samym mieście i jego pobliżu silnych jednostek niemieckich stanowiła poważne zagrożenie dla sił powstańczych. W walkach z Niemcami w Pradze 5–7 maja poległo ok. 300 własowców. Ostatecznie Rosjanie musieli się jednak wycofać, gdyż Czesi wycofali swoją prośbę o pomoc. Generał Buniaczenko przedostał się na tereny zajmowane przez wojska amerykańskie, poddając się im, ale już 15 maja został przekazany Sowietom. Po słynnym moskiewskim procesie został skazany na karę śmierci, wykonaną przez powieszenie 1 sierpnia 1946 roku.

## Odznaczenia
- Medal jubileuszowy „XX lat Robotniczo-Chłopskiej Armii Czerwonej”[2]
- Medal Narodów Wschodnich
- Krzyż Żelazny II klasy[2]